# Kebab
Pour l’article ayant un titre homophone, voir Kebbab.
Ne doit pas être confondu avec Kebab (restaurant).

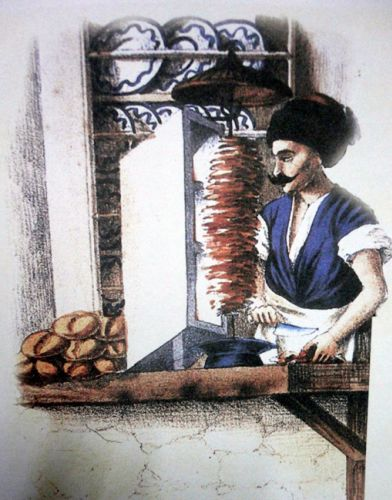
Dessin d'un kebab turc de 1850.

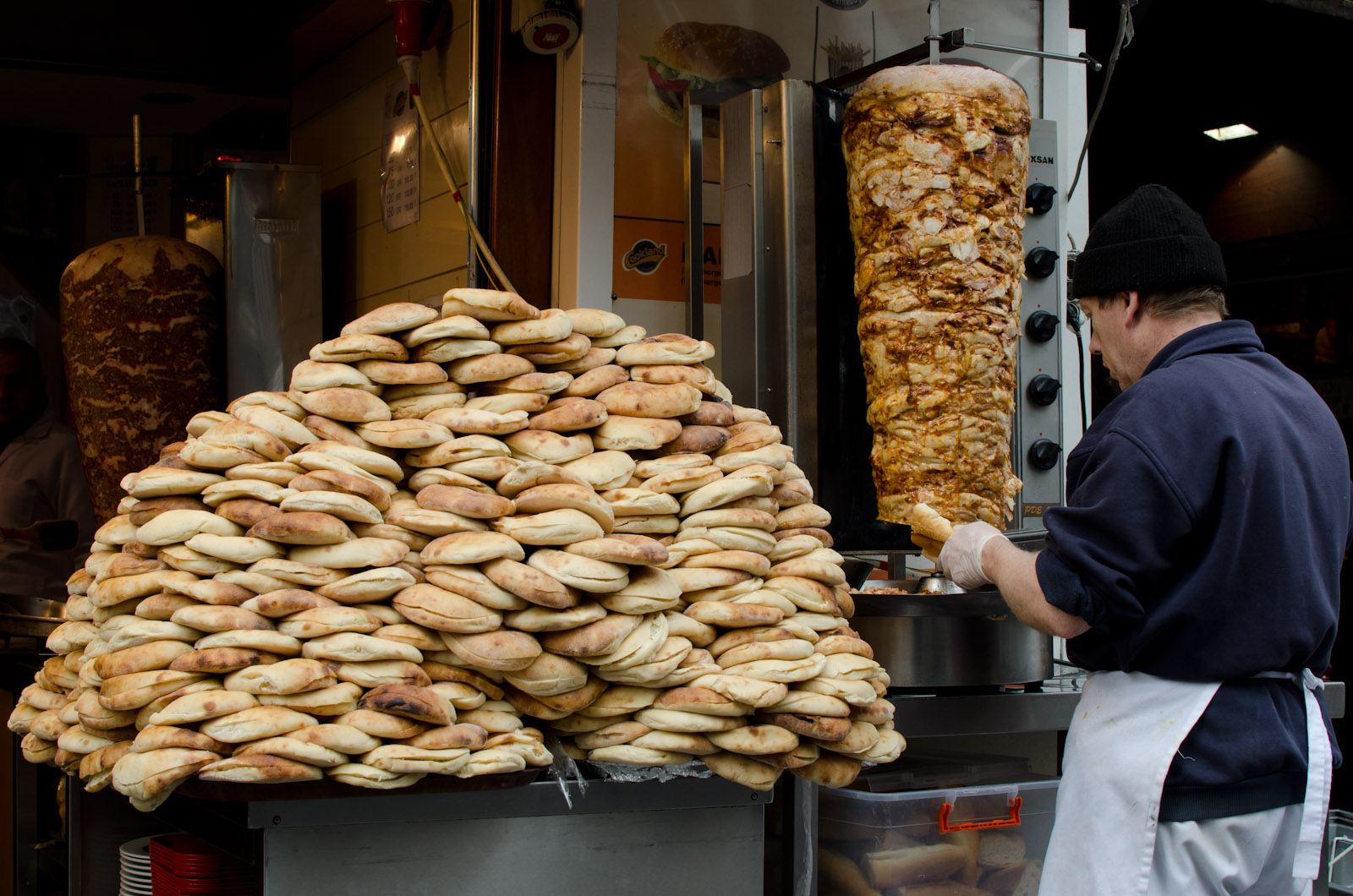
Kebab d'aujourd'hui à Istanbul, avec les pains au premier plan.

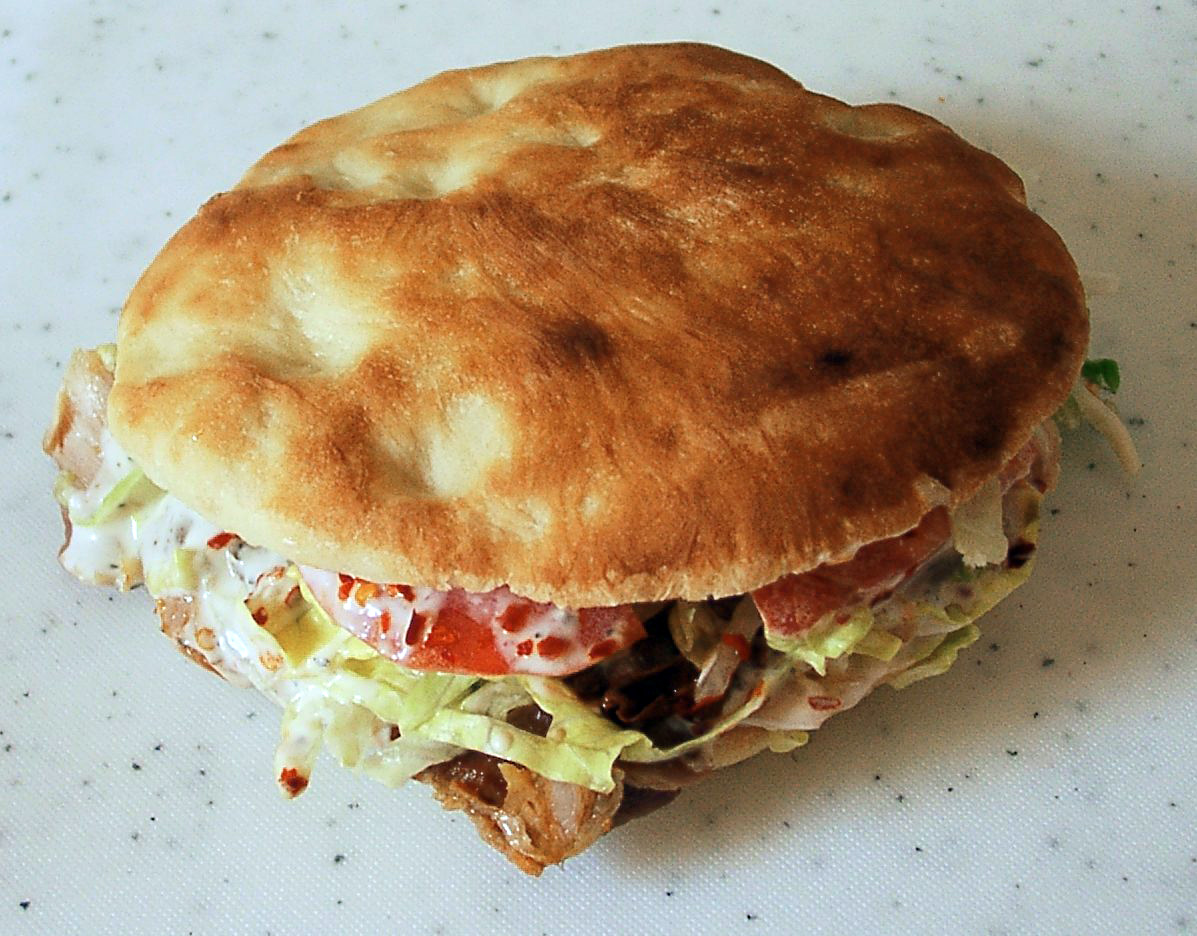
Kebab et son pain pita en Allemagne.

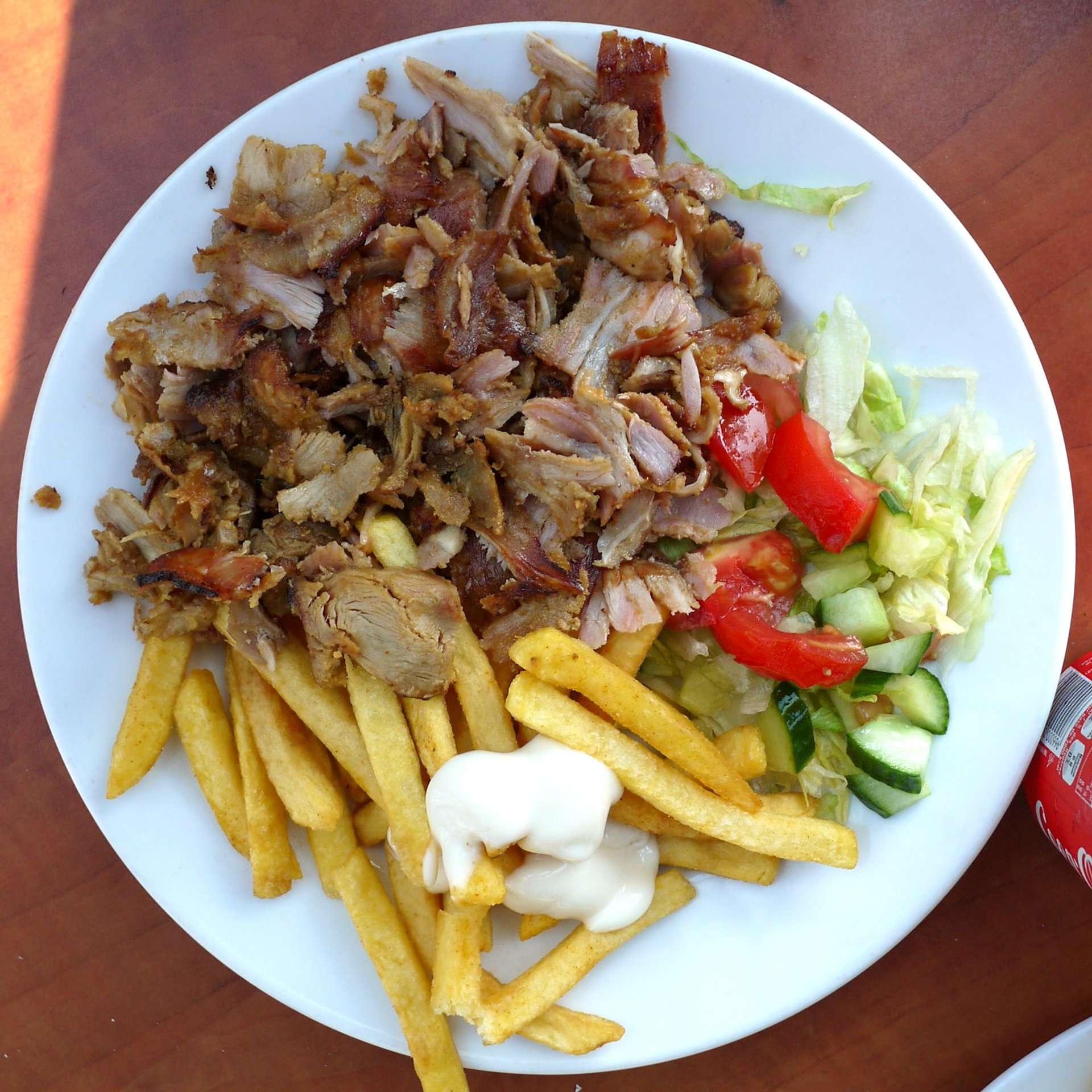
Kebab en assiette aux Pays-Bas.

Le terme kebab ou kébab, emprunté à l'arabe : کَبَاب, kabāb, signifie « grillade », « viande grillée » et désigne différents plats à base de viande grillée dans de nombreux pays ayant généralement fait partie des mondes ottoman et perse (dont l'Inde du Nord),,,.
Dans son utilisation francophone, comme dans d'autres langues occidentales, le terme utilisé seul désigne spécifiquement le sandwich fourré de viande grillée à la broche ou döner kebab popularisé à Berlin, en Allemagne, dans les années 1970.
Par métonymie, « kebab » désigne également le type de restaurant qui le sert. Parmi les équivalents les plus courants du terme döner kebab, le vocable chawarma (et ses variantes) est utilisé au Moyen-Orient. Ces termes désignent soit la viande et son mode de préparation, soit le sandwich correspondant. En Grèce, c’est le gyros pita, élaboré principalement à base de viande de porc.

## Historique

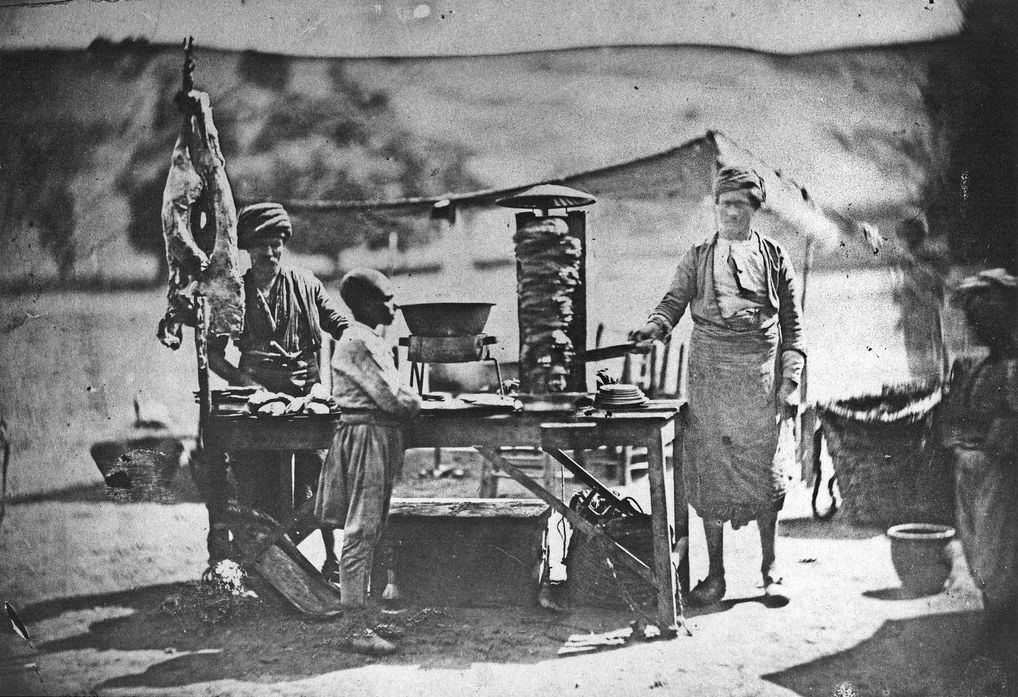
La plus ancienne photo de kebab, par James Robertson, 1855, Empire ottoman.

Le kebab (tirant probablement ses racines anciennes d'Asie centrale) existe depuis le Moyen Âge en Anatolie, introduit par la migration turque dans cette région au XIe siècle.
Selon le géographe de l’alimentation Pierre Raffard, le « kebab est une tradition des peuples turcs nomades d’Asie centrale ». Il faut cependant attendre le début du XIXe siècle pour que le kebab apparaisse sous forme de sandwich dans les villes ottomanes, notamment par le biais d’échoppes ou de vendeurs de rue.
Une légende veut que des soldats de l'Empire ottoman au Moyen Âge utilisaient leurs épées pour faire rôtir la viande.
Le kebab était autrefois rôti horizontalement avant que le kebab vertical ne soit inventé pour la première fois dans les années 1830 par un certain Hamdi Usta originaire de Kastamonu, mais celui-ci ne connut pas un aussi grand succès et les kebabs continuaient d'être généralement rôtis à l'horizontale,,.
La posture verticale ne fut définitivement adoptée qu'en 1867 dans la ville de Bursa par un certain Iskender avec le soutien de son père, Mehmet Efendi (« Efendi » étant un titre signifiant littéralement « maître »), qui eut indépendamment l'idée de retourner la broche verticalement, il prit également soin de dépouiller la viande de ses nerfs et de découper la broche de chaque côté pour que chacun puisse manger la viande de parts égales,,. C'est ainsi que fut inventé le doner kebab, plus précisément la variété appelée l'iskender kebap, même si des doner sous forme de sandwich ne tarderont pas à être vendu dans le même siècle.
Le premier magasin avait été ouvert peu auparavant la même année à côté de la mosquée Kahyan, l'endroit original resta en activité pendant plus de cent ans jusqu'aux années 1960 ; en raison des lois de l'époque, de la maçonnerie en briques crues et de l'ancienne structure exposant le premier magasin d'İskender à des problèmes de licence et de classification, un nouveau restaurant toujours en activité a été ouvert environ 100 mètres plus loin.
Le kebab est popularisé à Istanbul en 1945 par Beyti Güler (en), dans le quartier de Bakırköy, où il fonda le restaurant Beyti. Le döner kebab commence à être commercialisé à Istanbul sous forme de sandwich dans les années 1960.
Il faut attendre le début des années 1970 pour voir le sandwich introduit en Allemagne (à Berlin) principalement grâce à des hommes comme Mehmet Aygün (de) et Kadir Nurman. Cependant, le kebab a très probablement été introduit pour la première fois dans le pays par Nevzat Salim et son père, originaires de Bursa, en 1969 (soit quelques années auparavant) dans la ville de Reutlingen.
Le döner kebab fut parallèlement importé à Athènes dans les années 1950 par des immigrés venant du Moyen-Orient et des Grecs de Turquie s'inspirant des traditions culinaires turques, une variété grecque distincte se développa rapidement, la viande étant remplacée par du porc et le kebab servi avec du tzatzíki.
Le nom utilisé était ντονέρ (basé sur le terme döner), et ce, jusqu'aux années 1970 où il fut remplacé par le nom gyros (γύρος), signifiant « rond, ».

### Sources écrites
La plus ancienne mention écrite connue du kebab a été rapportée dans Kyssa-i Yusuf (l'histoire de Joseph), textes d'origine turque datant de la seconde moitié du XIVe siècle (1377),.
Voici ce que rapporta le voyageur bourguignon Bertrandon de la Broquière, lors de son voyage, en 1431 : « Me firent les Turcs mengier cha[i]r rostie, ce soir, qui n'estoit point cuitte à moittié à beaucop, et la trenchions en rostissant en la broche, ».
Dans son journal le 16 juin 1836, le maréchal prussien Helmuth von Moltke, qui était alors nommé depuis peu instructeur des troupes ottomanes sur l'invitation du ministre ottoman de la guerre, Hüsrev M. Pacha, écrit : « Nous avons pris notre repas turc de midi au kebapçı (kebabier). […] Puis on nous a servis sur une assiette en bois de petits morceaux de mouton frits à la broche et enveloppés dans de la pâte à pain, c'était un plat très savoureux. »
Un guide collectif de voyage en Orient paru en 1909 décrit le chiche-kebab et le döner kebab dans une de ses pages :
« Le rôti se compose ordinairement de mouton et de poulet. La viande de mouton est fréquemment préparée aussi en petits morceaux carrés, alternativement gras et maigre, enfilée sur des brochettes et grillée au petit feu ; cette grillade appelée Chiche Kébape, est servie assaisonnée de sel et de poivre, avec beaucoup de jus de viande, sur du pitta coupé en petits morceaux, sur lesquels on y ajoute du yaourt. »
« Donner Kébape […] un mets très apprécié, composé de viande de mouton rôtie à la broche que l'on découpe en toutes petites tranches, au fur et à mesure qu'elle est bien cuite. »

## Préparation
En Europe, le kebab est généralement un sandwich ou une galette composé de viande grillée à la broche et découpée en fines tranches, servi dans du pain avec des crudités, éventuellement des frites et une sauce.
Le type de grillade utilisé pour les sandwichs est appelé en turc « döner kebap » ou plus brièvement « döner », terme signifiant littéralement « grillade tournante ».
La viande est découpée en tranches de quelques millimètres d’épaisseur et est empilée sur une broche verticale. Un système de résistance électrique ou de brûleurs au gaz situé en arrière de la tour de viande permet de la faire cuire. Une fois cuite, la viande est découpée verticalement en fines tranches.
Divers types de viande peuvent être utilisés selon les coutumes de chaque pays : mouton, bœuf, veau, dinde, poulet, porc,,.
Le döner kebab est servi dans un pain rond turc, un pain entier ou un demi-pain dans le cas du kebab « classique », mais l’est souvent aussi dans un dürüm ou un pita, voire dans une baguette. Il est notamment garni de salade verte, de tomates et d'oignon, bien que d'autres crudités puissent s'y ajouter. Plusieurs sauces peuvent l'accompagner. L'une des plus courantes est la sauce blanche ou une sorte de sauce au sésame (tahina) plus ou moins épicée. On trouve aussi la sauce samouraï, la sauce cocktail, la sauce mayonnaise, la harissa, le tzatzíki, le ketchup, la moutarde, la sauce barbecue ou la sauce andalouse. Chaque sauce peut être relevée par l'ajout de pul biber, du piment rouge en flocons.
En Europe, une recherche scientifique suspecte un lien possible entre du phosphore contenu dans les kebabs et des maladies cardiovasculaires. Les députés européens de la commission de la santé veulent interdire l'utilisation des phosphates dans la viande de kebab, utilisés comme additifs alimentaires, pour la conservation de la viande. BFMTV rappelle qu'une étude américaine, publiée en 2013, soulève le lien entre les régimes alimentaires riches en phosphore et l'augmentation de la mortalité aux États-Unis. Le parlement européen a voté le 12 décembre 2017 un véto à l'utilisation des phosphates dans la viande de kebab, mais à une majorité trop courte de trois voix pour que le texte soit adopté. Ce veto était à l'initiative notamment de groupes écologiste (Les Verts) et socialiste (S&D) du parlement européen,.

## Autres appellations
En fonction du lieu géographique et de l'historique de leur installation, les mots désignant le même type de sandwich varient.
En région parisienne, le kebab est souvent appelé familièrement « sandwich grec », voire « grec ». Cette appellation erronée — et pratiquement inconnue dans les autres régions de France —[réf. nécessaire] trouve son origine dans l'apparition, dans les années 1980, de vendeurs grecs de gyros (spécialité grecque très proche du kebab mais à base de pain pita), dans le 5e arrondissement de Paris (Quartier latin, rue de la Huchette, rue Mouffetard), qui furent les premiers à commercialiser ce type de sandwichs à destination de la population à la fois étudiante et touristique propre à cet arrondissement.
Par la suite, lorsque les kebabs germano-turcs proprement dits firent leur apparition dans toute la région parisienne dans les années 1990, majoritairement tenus par des Maghrébins, le terme « grec » subsista dans le langage courant, y compris parmi les restaurateurs eux-mêmes, qui n'hésitent pas à mentionner « grec » sur leurs menus.
Le mot arabe pour cette préparation est chaouarma شَاوَرْمَا provenant du turc çevirme, « mouvement tournant ». Il n'est pas rare de trouver aussi shawarma, shwarma, shawerma ou shoarma (à ne pas confondre avec shorma, qorma et korma, des recettes pakistanaises à la volaille).  
Au Mexique, ce mode de cuisson est appelé al pastor,, littéralement « du berger », c'est-à-dire « à la pastorale », et provient de Mexicains d'origine libanaise. La cuisson est adaptée à la viande locale, c'est-à-dire à la viande de porc.
En Grèce, on parle de gyros pita (« pain »), de kebap (mot turc) ou de gyros (« tournant »).
On parle également de sufllaqe en Albanie, de donair dans certaines régions du Canada ainsi que de shaurma ou de danar en Russie.
Enfin, en Turquie on parle de kebap (« rôti »), de döner (« tournant ») ou de döner kebap (« rôti tournant »).

## Aspects sociologiques
Les restaurants proposant des kebabs à emporter sont devenus communs dans beaucoup de régions européennes. Ils se sont principalement répandus à partir des années 1990, d’abord dans les grandes villes à forte composante immigrée et puis petit à petit ailleurs. En France, en Suisse, au Royaume-Uni, en Belgique ou encore aux Pays-Bas, une importante part des restaurants rapides sont désormais des kebabs[réf. souhaitée]. Depuis la fin des années 2000, on note une forte augmentation de ce type de restauration en Asie, notamment au Japon.
Ils font partie intégrante de la cuisine de rue et de la culture nocturne : il est courant chez les jeunes d’aller manger un kebab au cours d’une soirée en ville pour des raisons de coût et d'ouverture tardive.
En France, le kebab a également longtemps fait partie de la culture de banlieue dans les années 1990 et 2000. Ce sandwich bon marché et préparé à base de viande halal rencontra en effet une grande popularité auprès des jeunes issus des quartiers populaires, souvent d'origine étrangère (notamment maghrébine, turque et subsaharienne) et de confession musulmane. Ainsi, de nombreux rappeurs français ont fait référence au sandwich (souvent en utilisant le terme « grec ») dans leurs morceaux, comme Booba (« Je représente la banlieue comme un grec-frites », Le Duc de Boulogne, 2006 et Salade tomates oignons), La Fouine (« On restait au square à se partager à vingt un grec-frites », Mes Repères, 2009), Mafia K'1 Fry (« Pour ceux qui ont pas lâché le break ou le grec », Pour ceux, 2003), Sinik (« La mode à l'époque c'était le grec et le riz parfumé », Rue des Bergères, 2007) ou encore Rohff (« Lève ton YZ et ton grec, nigga », 94 Mentale, 2007). Le commerce du kebab est ainsi un enjeu politique, l'extrême droite le considérant comme un symbole de la présence des musulmans en France.
À partir des années 2010, le sandwich se démocratise largement à toutes les classes sociales et devient l'un des sandwiches les plus consommés par les Français, notamment chez les jeunes et les étudiants. Un certain nombre de restaurants kebabs « haut de gamme » voient également le jour (processus de gentrification), proposant des sandwiches sensiblement plus chers que les kebabs « classiques » et préparés à base d'ingrédients de qualité, parfois issus de l'agriculture biologique. Ces kebabs, souvent situés dans les quartiers branchés des grandes villes, sont à destination d'une clientèle plutôt urbaine et plus aisée[réf. souhaitée]. En banlieue et parmi les adolescents, le kebab devient moins populaire et se retrouve fortement concurrencé par le tacos français.
Les magasins de kebab dépassent en Allemagne en 2007 les McDonald's et Burger King pris séparément. Selon certaines études, on mange en Allemagne quatre fois plus de kebabs que de hamburgers. En France, les kebabs constituent 14 % des sandwiches vendus, soit la moitié des sandwiches hors « sandwich baguette », soit, selon les sources, 280 ou 300 millions de sandwiches vendus chaque année. La France compte plus de dix mille points de vente de kebabs. Le kebab s'est également développé aux États-Unis, où il est considéré comme une spécialité allemande.
Ces restaurants constituent une forme à succès d’entrepreneuriat ethnique. Chez les populations arabes et turques implantées en Europe, cet entrepreneuriat s’est développé notamment en réponse à la chute dramatique au cours des années 1980 des emplois industriels pour lesquels elles avaient préalablement migré.
L'extrême droite française manifeste depuis 2013 son hostilité aux restaurants de kebabs, dont elle perçoit la diffusion comme une manifestation de l'« islamisation » de la France et de la théorie du grand remplacement.
Le chroniqueur de France Culture Guillaume Erner en fait un des symboles, voire le symbole, de l'Europe.
De plus en plus, le kebab cherche à gagner ses lettres de noblesse et de grands chefs essaient d'en proposer une version « de qualité » avec des produits bien choisis ou d'origine biologique (pain maison, viande de boucher, sauce maison, etc.). Comme déjà constaté à New York, certains observateurs font la prédiction que le kebab va de plus en plus monter en gamme, à l'instar du hamburger il y a quelques années.

## Autres variétés de kebabs
Il existe plusieurs sortes de kebab.
- Adana kebap : à base de viande hachée de mouton avec piment, collée autour d'une brochette plate épaisse ;
- Alanya kebap : morceaux de mouton, de pain et de tomates avec une sauce piquante ;
- İskender kebap : viande cuite sur une broche verticale, servie avec pain, sauce tomate, yaourt, riz ;
- Chiche-kebab (şiş kebap, du turc şiş : broche) : à base de viande de mouton sur une brochette. Aux États-Unis, l'appellation kebab désigne généralement cette variété ;
- Urfa kebap : similaire à l'Adana, moins piquant.
- Dürüm kebap ou libanais : le pain est remplacé par une galette roulée sur elle-même.

## Non-conformité aux règles d'hygiène
En 2007, une étude de la Direction générale de la concurrence, de la consommation et de la répression des fraudes (DGCCRF) en France a mis au jour de nombreux cas[évasif] de négligence sur l'hygiène en restauration rapide, jugée « non conforme », notamment dans 61,5 % des restaurants orientaux qui vendent des kebabs,. À titre de comparaison, cette même étude, qui portait sur 1 133 points de vente de sandwichs, a jugé non conformes seulement 34,5 % des sandwicheries traditionnelles et 46,9 % des boulangeries.